# В'юн
В'юн (Misgurnus) — рід риб родини в'юнових (Cobitidae), ряду коропоподібних (Cypriniformes). 

## Розповсюдження
Широко розповсюджений у прісних водоймах Європи, але відсутній на Піренейському півострові, в Італії, Греції, Англії, Скандинавії, в басейні Північного Льодовитого океану, в Криму та на Кавказі; в басейні Амура представлений підвидом. Крім того зустрічається у Південній та Східній Азії.

## Будова та спосіб життя
Довжина до 30 см, вага  25-40 г, іноді більше. Тіло подовжене, попереду майже циліндричне, позаду дещо сплюснуте, вкрите дрібною лускою. Голова невелика, біля роту 10 вусиків. Очі маленькі, жовтого кольору. Плавці закруглені, з темними плямами. 

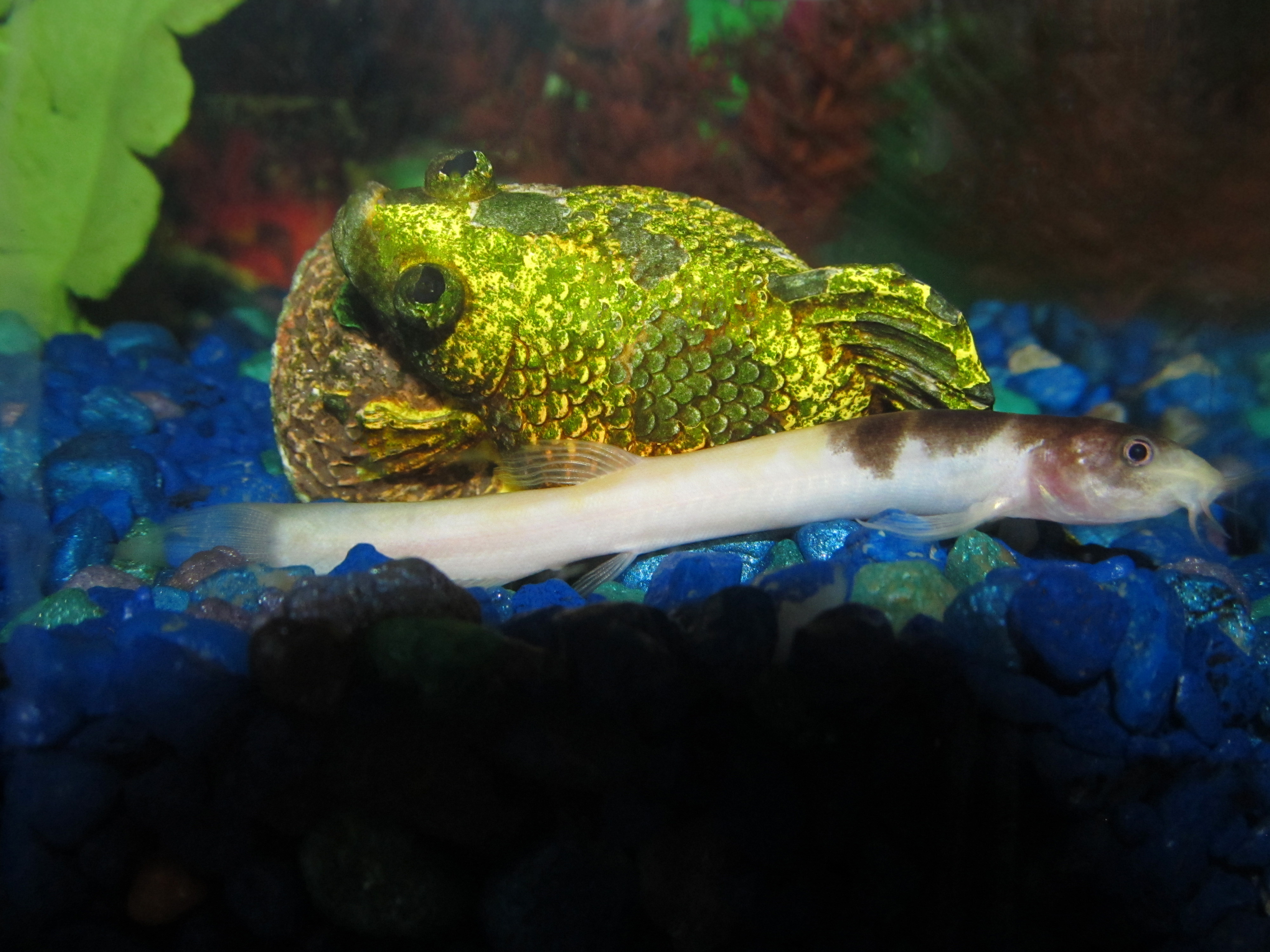
Misgurnus anguillicaudatus в акваріумі

В'юни — придонні мешканці стоячих водойм, відносяться до лімнофілів. Можуть жити у водоймах, які непридатні для інших видів риб, бо гарно переносять дефіцит кисню. Це пояснюється тим, що в'юни можуть дихати не тільки зябрами, але й заднім відділом кишки, який густо оплетений капілярами. Для цього риба час від часу підіймається на поверхню води та ковтає повітря, яке пропускає через кишку] (цим пояснюється писк риби, яку витягнули з води) . Ця властивість дає змогу в'юнам можливість виживати у водоймах, що повністю пересихають. При цьому риби занурюються глибоко у мул (на 1—2 м) та впадають у сплячку, доки у водоймі не з'явиться вода. 
Найактивніші риби вночі та ввечері. Тримаються біля дна, або занурюються у мул, полюючи різноманітних дрібних безхребетних. Знищують велику кількість личинок комарів. Можуть поїдати ікру інших видів риб. Водоймою переміщуються мало.

## Розмноження
Статевої зрілості досягає у віці 3 років. Нерест відбувається у квітні — травні, біля берегів в густих заростях підводної рослинності. Самка відрізняється великою плодючістю. Ікринки великі, діаметром 1,7-1,9 мм, з тонкою оболонкою, прикріплюються до рослин. Личинки, що проклюнулись, утримуються на рослинах та живляться вмістом жовткового мішка. Мають ниткоподібні зовнішні зябра, оскільки живуть, як правило, в умовах дефіциту кисню. З часом зовнішні зябра зникають.

## Значення

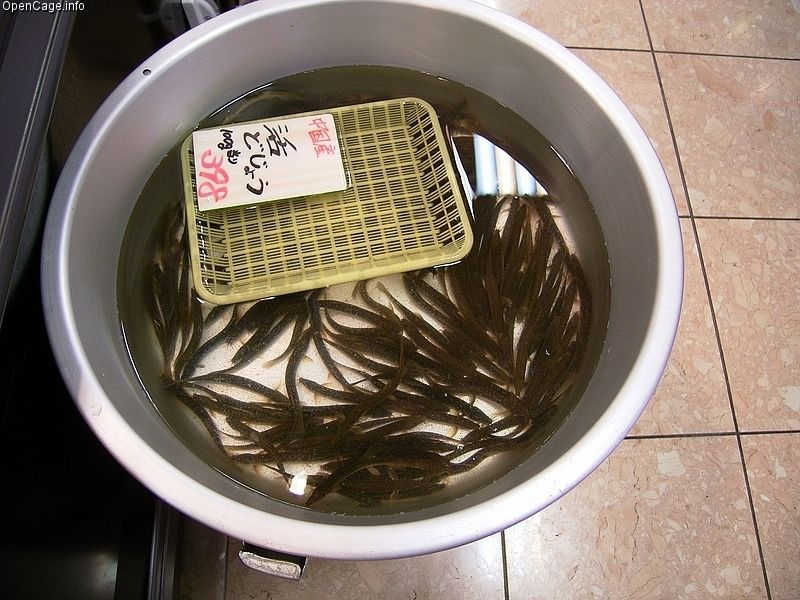
Продаж в'юнів у супермаркеті

В Україні не мають великого промислового значення. Використовуються рибалками як наживка для хижих видів риб. В деяких країнах Азії (наприклад у Японії) смакові якості риби високо цінуються, внаслідок чого її спеціально вирощують. Також в'юнів тримають у акваріумах як "живих барометрів". Вони відчувають зміну атмосферного тиску та починають при цьому дуже часто підійматись до поверхні води.
У наукових лабораторіях в'юнів використовують як тест-об'єкт для фізіологічних досліджень, зокрема для дослідження активності гонадотропних гормонів гіпофізу. У водоймах поїдають у досить великих кількостях ікру інших риб, зокрема цінних промислових видів, та наносять цим шкоду.

## Види в'юнів
Включає такі види::
- Misgurnus amamianus Nakajima & Hashiguchi, 2022
- Misgurnus anguillicaudatus (Cantor, 1842)
- Misgurnus bipartitus (Sauvage & Dabry de Thiersant 1874)
- Misgurnus buphoensis Kim & Park, 1995
- Misgurnus chipisaniensis Shedko & Vasil'eva 2022
- Misgurnus dabryanus (Dabry de Thiersant 1872)
- Misgurnus fossilis (Linnaeus, 1758)
- Misgurnus mizolepis Günther, 1888
- Misgurnus mohoity (Dybowski, 1869)
- Misgurnus multimaculatus Rendahl, 1944
- Misgurnus nahangensis (Nguyen & Bui 2009)
- Misgurnus nikolskyi Vasil'eva, 2001
- Misgurnus tonkinensis Rendahl, 1937